# Пиньон, Эдуар
Эдуар Пиньон (фр. Édouard Pignon; 12 февраля 1905, Бюлли-ле-Мин, под Аррасом — 14 мая 1993, Кутюр-Буссе, департамент Эр) — французский художник Парижской школы.

## Биография
Сын шахтёра, вырос в Марль-ле-Мин (Па-де-Кале). В 1923 году впервые оказался в музее (в Лилле), был потрясен живописью Гойи. 
С 1925 года проходил воинскую службу в Сирии. В 1927 году обосновался в Париже, сменил несколько занятий, посещал музеи, рисовал. В период работы в ателье «Wlérick et Arnold» сблизился с Антуаном Ириссом. Познакомился с Арпадом Сенешем, а позднее — с Морисом Эстевом, Манесье, Виейрой да Силва, Арагоном, Мальро. Впервые участвовал в выставке в Салоне независимых в 1932 году. В 1933 году вступил в ФКП. Как театральный художник сотрудничал с Ремоном Руло, Шарлем Дюлленом. Его наиболее известная работа тех лет — полотно «Убитый рабочий» (1936), созданное после подавленных забастовок астурийских шахтёров в Испании. 

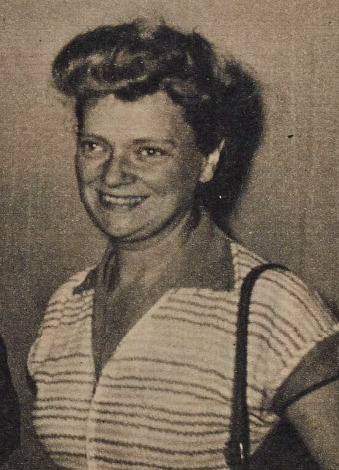
Элен Пармелен (жена)

В 1937 году Пиньон познакомился с Пикассо и много лет дружил с ним, последний даже написал портрет его жены.
После Второй мировой войны сотрудничал с Жаном Виларом, оформлял первые Авиньонские фестивали. С 1958 года занялся керамической скульптурой. Участвовал в Венецианской биеннале (1946, 1958), первой, второй и третьей выставках «documenta» в Касселе. Его работы были выставлены в Меце, Нью-Йорке, Амстердаме, Люцерне, Милане, Удине, Падуе, Венеции, Триесте, Бухаресте, Антибе. В 1980 году практически все работы художника из национальных музеев были собраны на выставке в Центре Помпиду. В 1981 году почта Франции выпустила марку с репродукцией одной из его картин «Красные пловцы». В 1985 году экспозиция его произведений была развернута на трёх этажах Большого дворца в Париже. С 1986 года Пиньон стал терять зрение. После кончины художника большая ретроспектива его работ прошла в 1997—1998 годах в Лилле.
Жена — писательница, художественный критик Элен Пармелен, урождённая Юргенсон (1915—1998).